# Église Saint-Philbert de Nieul-sur-Mer
Pour les articles homonymes, voir Église Saint-Philbert.
L'église Saint-Philibert est une église située à Nieul-sur-Mer, dans le département français de la Charente-Maritime en région Nouvelle-Aquitaine.

## Historique
L'église est inscrite au titre des monuments historiques par arrêté du 23 février 1925.

## Architecture

### Extérieur
Le clocher est un donjon quadrangulaire presque aveugle faisant penser à une construction pour un usage plus militaire que religieux. L'église presque ruinée en 1641 reste, un siècle plus tard « ni voûtée, ni lambrissée ». Elle est agrandie au XIXe siècle, avec la création d’un bras de transept sud, en symétrie avec le bras nord.

## Galerie

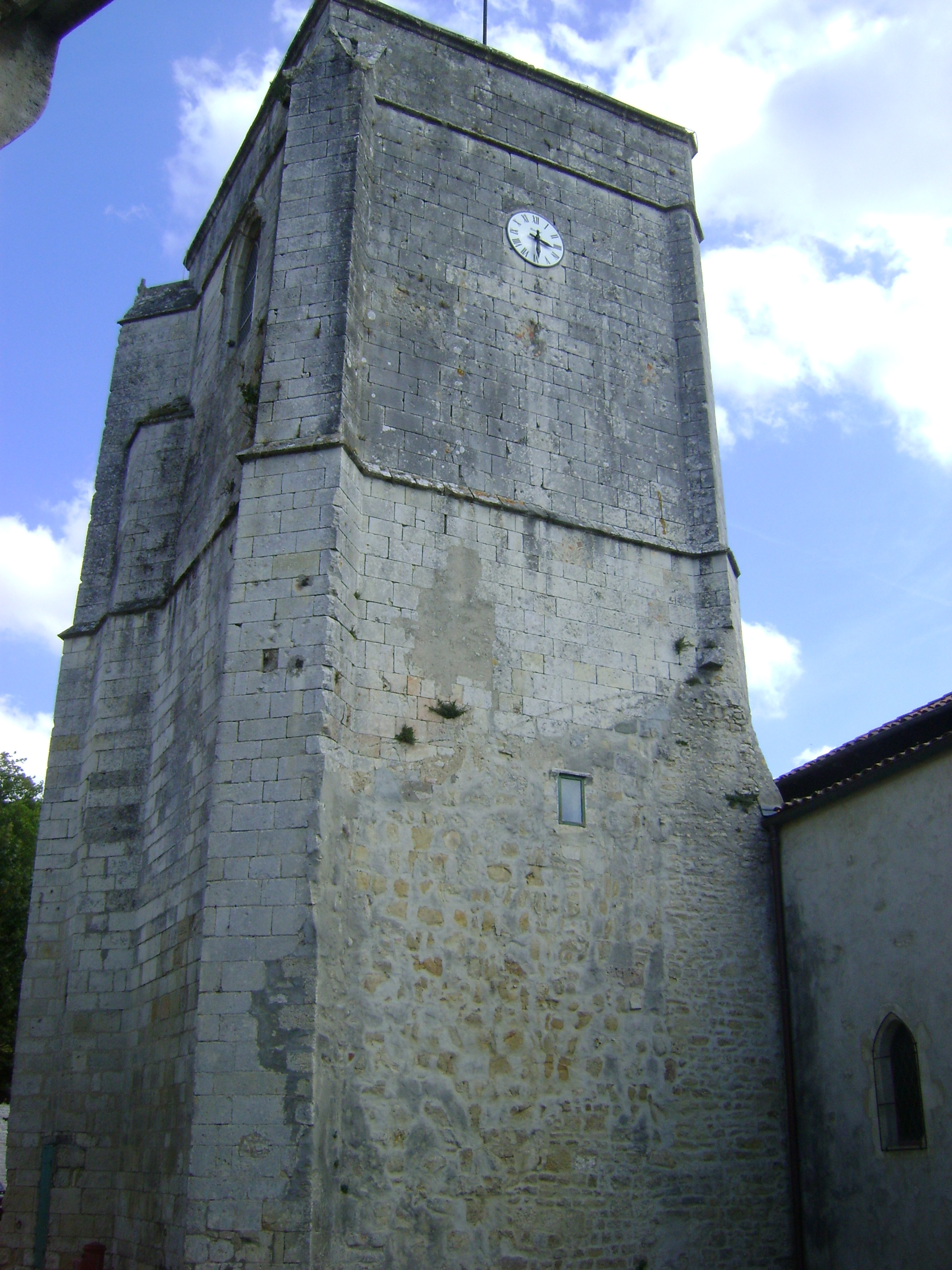
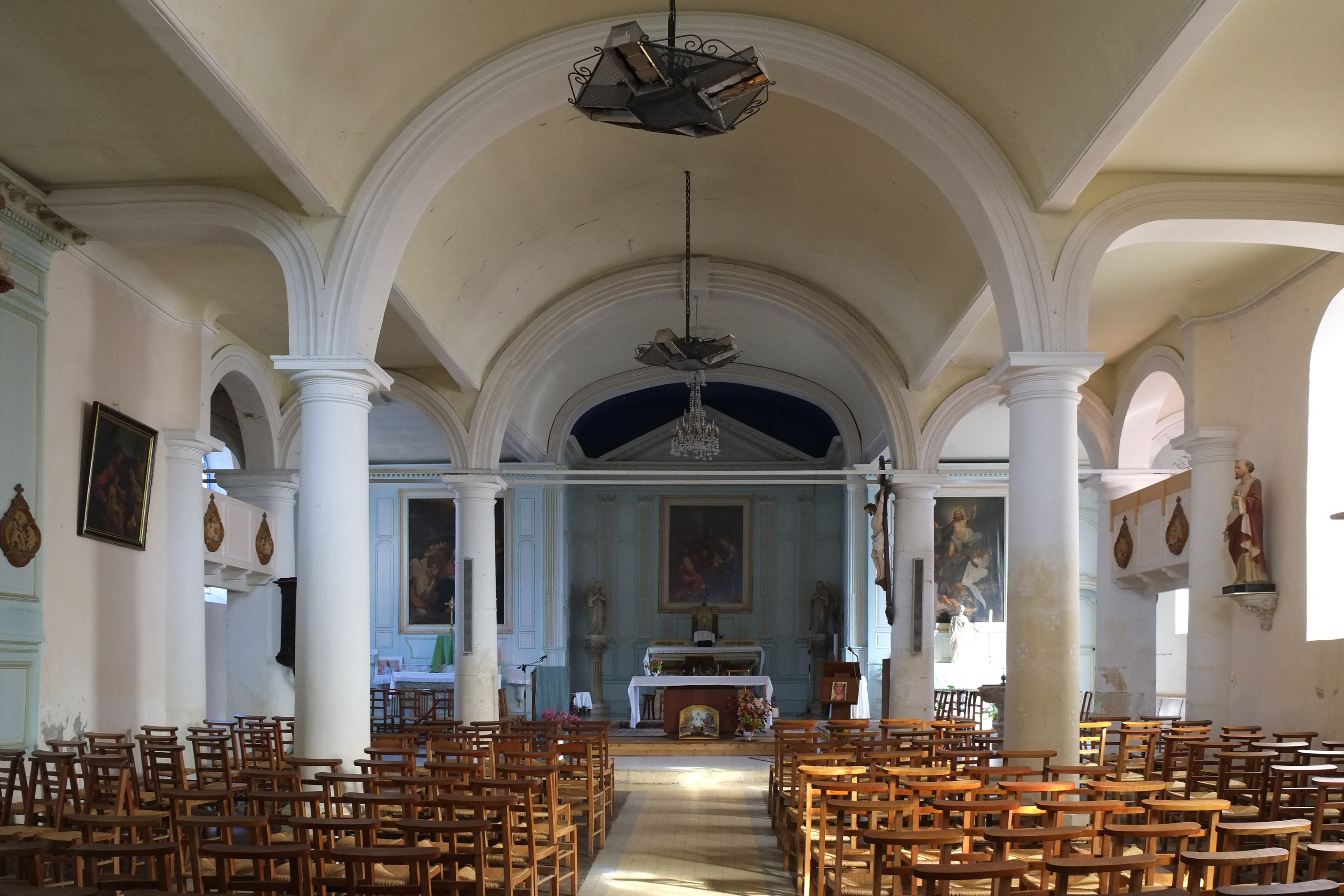